# 大加利恰鄉
44°6′0″N 23°18′0″E / 44.10000°N 23.30000°E
大加利恰鄉（羅馬尼亞語：Comuna Galicea Mare, Dolj），是羅馬尼亞的鄉份，位於該國西南部，由多爾日縣負責管轄，面積53平方公里，海拔高度74米，2007年人口4,585，人口密度每平方公里86人。